# Fahrradakademie
Die Fahrradakademie war von 2007 bis Sommer 2021 ein Fortbildungsinstitut und verfolgte das Ziel, Verantwortliche der Kommunen im Bereich Radverkehr fort- und weiterzubilden. Ihre Nachfolgerin mit ähnlichen Aufgaben, die künftig ggf. weiter gefasst werden, ist seit Sommer 2021 die Straßenverkehrsakademie, die beim Bundesamt für Güterverkehr angesiedelt ist.
Seit dem 1. Juni 2007 wurde die Fahrradakademie durch das Deutsche Institut für Urbanistik von Berlin aus betrieben. Das Bundesministerium für Verkehr, Bau und Stadtentwicklung (seit 2013: Bundesministerium für Verkehr und digitale Infrastruktur),  der Deutsche Landkreistag, der Deutsche Städte- und Gemeindebund sowie der Deutsche Städtetag unterstützten die Akademie.
Zweitages- oder Tages-Veranstaltungen wurden in Städten im gesamten Bundesgebiet und online durchgeführt. Exkursionen gab es u. a. in die führenden Fahrradstädte im Ausland, so nach Kopenhagen und Odense, Basel und Bern sowie Amsterdam und Utrecht.
Die Fahrradakademie richtete sich insbesondere an kommunale Mitarbeiter, die mit Themen des Radverkehrs betraut sind. Dazu gehören insbesondere folgende Aufgabenfelder:
- Straßenplanung, Verkehrsentwicklungsplanung, Tiefbau
- Straßenverkehrsrecht/Straßenverkehrsbehörde
- Verkehrssicherheit
- Verkehrslenkung
- Stadtplanung
- Kämmerei
- ÖPNV-Aufgabenträger
- Schule, Kindergarten, Jugend und Sport
- Stadtmarketing, Touristische Verkehrsplanung

Veranstaltet mit Beteiligung der Fahrradakademie wurden auch die zweijährig stattfindenden Fahrradkommunalkonferenz und  Nationaler Radverkehrskongress, die teilweise bundesweite Ausstrahlung hatten. Beim nationalen Radverkehrskonhress 2019 in Dresden erklärte sich der dessen zuvor kaum verdächtige Bundesverkehrsminister Andreas Scheuer zum „Fahrradminister“.